# Ethel Thomson Larcombe
Ethel Thomson Larcombe, de nombre de soltera Ethel Warneford Thomson, (Islington, Middlesex, Inglaterra, 8 de junio de 1879 - Budleigh Salterton, Devon, Inglaterra, 11 de agosto de 1965) fue una tenista inglesa ganadora de Wimbledon en la edición de 1912.

## Registro de Grand Slam

### Wimbledon
- Campeona individual: 1912
- Finalista individual: 1914.[1]

## Finales individuales del Grand Slam

### Victorias
| Año   | Campeonato | Rival en la final       | Resultado |
| 19121 | Wimbledon  | Charlotte Cooper Sterry | 6–3, 6–1  |

1All-comers final dado que Dorothea Douglass Lambert Chambers no defendió su título de Wimbledon de 1911, resultando en que el ganador de la final de all-comers ganó el torneo por no comparecencia de la defensora del título.

### Finalista
| Año  | Campeonato | Rival en la final                  | Resultado |
| 1914 | Wimbledon  | Dorothea Douglass Lambert Chambers | 7–5, 6–4  |

## Bádminton
Como jugadora de bádminton, es la tercera jugadora más laureada de la historia en los All England Badminton Championships, con 17 títulos, 10 de ellos en individuales femeninos, 5 en dobles femeninos y 2 en dobles mixtos.

## Vida privada
Se casó con Dudley Larcombe, secretario del All England Club entre 1925 y 1939.